# Andrea – wie ein Blatt auf nackter Haut
Andrea – wie ein Blatt auf nackter Haut ist ein deutsch-liechtensteinischer Erotikfilm aus dem Jahre 1968 von Hanns Schott-Schöbinger mit Dagmar Lassander in der Titelrolle.

## Handlung
Die titelgebende Baroness Andrea kehrt auf das elterliche Schloss heim. Dort hat sie Sex mit dem Stallburschen Joschi, mit den Ehemännern ihrer Freundinnen bzw. ihrer Schwester und auch mit dem Kleingangster Felix, der sich Frauen bevorzugt mit Gewalt nimmt und auch vor einer Vergewaltigung nicht Halt macht. Nach dem erzwungenen Akt erhofft sich der Zuhälter mehr, plant er doch, Andrea für sich anschaffen gehen zu lassen. 
Andrea allerdings verliert ihr Interesse an den Männern, kaum dass sie mit ihnen geschlafen hat. Eines Tages jedoch begegnet sie dem aus dem Zuchthaus entflohenen Mörder Frederick und beginnt sich in ihn zu verlieben. Noch ehe Andrea mit ihm einen Neustart beginnen kann, wird Frederick von der Polizei verhaftet.

## Hintergründe
Andrea – Wie ein Blatt auf nackter Haut entstand im Herbst 1967 auf dem Land und in Wien und wurde am 24. Oktober 1968 in der Bundesrepublik Deutschland uraufgeführt. 
Herbert Fux in der Rolle des schmierigen Ganoven Felix wurde nachsynchronisiert. Die Filmbauten entwarf Nino Borghi.
Der Filmtitel spielt auf eine surrealistisch gehaltene Szene an, in der Andrea vollkommen nackt auf einer hohen, fliederfarbenen Matratze inmitten der Natur liegt und herabfallende Herbstblätter auf ihrem Körper landen.
Ein späterer Verleihtitel war Andrea, die kleine Nymphomanin.

## Kritiken
„In herbstliche Farben und fallende Blätter gehüllter Sexkitsch für Filmvoyeure der 60er Jahre.“

„Dümmliche und langweilige Fleischbeschau.“